# Алексеева, Наталья Игоревна
Ната́лья И́горевна Алексе́ева (урождённая Кутяко́ва; род. 28 ноября 1986, Ковров, Владимирская область, СССР) — российская легкоатлетка, специализирующаяся в тройном прыжке. Многократный призёр чемпионатов России, серебряная медалистка летней Универсиады 2009 года. Мастер спорта России международного класса.

## Биография
Наталья Кутякова родилась и выросла в Коврове. Родители работали на местном заводе имени Дегтярёва, а в прошлом сами были спортсменами и приучали своих детей вести активный образ жизни. Наталья с 10 лет начала тренироваться под руководством Олега Баранова, который научил её основам лёгкой атлетики, после чего передал в группу своего брата, Александра, для дальнейшей работы над повышением спортивного мастерства. Основной специализацией юной спортсменки стал прыжок в длину. В 14 лет Наталья стала победительницей первенства России в своей возрастной категории. Выиграв ещё несколько медалей на юношеских и юниорских соревнованиях, она получила серьёзную травму, из-за которой не могла полноценно выступать и тренироваться на протяжении 3 лет. В ходе восстановления совместно с тренером было принято решение попытать свои силы в тройном прыжке.
Смена дисциплины произошла успешно и относительно безболезненно. В результате Наталья вышла на новый уровень результатов и стала членом сборной России. Уже в 2008 году она была второй на первенстве России среди молодёжи с высоким личным рекордом 14,32 м. В зимнем сезоне 2009 года завоевала бронзовую медаль чемпионата страны, а летом удачно выступила на Всемирной Универсиаде в Белграде, где стала серебряным призёром.
В 2010 году Кутякова вышла на уровень мировой десятки. С результатом 14,55 м (личный рекорд), показанным на соревнованиях в Стамбуле, она заняла 8-е место по итогам года в списке лучших легкоатлеток в тройном прыжке. Третье место на чемпионате России дало ей право на поездку на чемпионат Европы. Однако турнир сложился для неё неудачно — лишь 19-е место в квалификации (13,94 м). Следующим крупным официальным турниром стало зимнее первенство Европы 2011 в Париже. Во французской столице Наталья смогла выступить получше, выйдя в финал, но оставшись на 6-м месте (14,18 м, в то время как в квалификации она была лучшей с результатом 14,44 м, которого бы хватило в финале для «бронзы»). В июне она установила личный рекорд 14,67 м на турнире в испанской Уэльве. А спустя 2 недели внесла свой вклад во второе место сборной на командном чемпионате Европы, заняв 4-е место и заработав 9 зачётных очков.
В последующие годы результаты Кутяковой несколько снизились. В 2013-м ей удался далёкий прыжок на 14,50 м в квалификации чемпионата России, но в финале она показала лишь 13,62 м и осталась 9-й. 2014 год она полностью пропустила из-за травмы, а оправившись от неё, под фамилией Алексеева стала серебряным призёром чемпионата России в помещении 2015 — 14,08 м.

## Основные результаты
| Год  | Турнир                       | Место проведения   | Дисциплина | Место        | Результат          |
| ---- | ---------------------------- | ------------------ | ---------- | ------------ | ------------------ |
| 2008 | Чемпионат России в помещении | Москва, Россия     | тройной    | 5-е          | 13,90 м            |
| 2009 | Чемпионат России в помещении | Москва, Россия     | тройной    | 3-е          | 14,10 м            |
| 2009 | Универсиада                  | Белград, Сербия    | тройной    | 2-е          | 14,14 м            |
| 2009 | Чемпионат России             | Чебоксары, Россия  | тройной    | 7-е          | 13,98 м            |
| 2010 | Чемпионат России в помещении | Москва, Россия     | тройной    | 4-е          | 14,42 м            |
| 2010 | Командный чемпионат России   | Сочи, Россия       | тройной    | 1-е          | 14,39 м            |
| 2010 | Чемпионат России             | Саранск, Россия    | тройной    | 3-е          | 14,55 м (+3,0 м/с) |
| 2010 | Чемпионат Европы             | Барселона, Испания | тройной    | 19-е (квал.) | 13,94 м            |
| 2011 | Чемпионат России в помещении | Москва, Россия     | тройной    | 2-е          | 14,13 м            |
| 2011 | Чемпионат Европы в помещении | Париж, Франция     | тройной    | 6-е          | 14,18 м            |
| 2011 | Командный чемпионат России   | Сочи, Россия       | тройной    | 4-е          | 13,99 м            |
| 2011 | Кубок России                 | Ерино, Россия      | тройной    | 1-е          | 14,47 м (+6,5 м/с) |
| 2011 | Командный чемпионат Европы   | Стокгольм, Швеция  | тройной    | 4-е          | 14,07 м (+2,1 м/с) |
| 2011 | Чемпионат России             | Чебоксары, Россия  | тройной    | 5-е          | 14,16 м            |
| 2013 | Чемпионат России в помещении | Москва, Россия     | тройной    | 9-е          | 13,62 м            |
| 2013 | Командный чемпионат России   | Сочи, Россия       | тройной    | 3-е          | 14,20 м            |
| 2013 | Чемпионат России             | Москва, Россия     | тройной    | 4-е          | 14,29 м            |
| 2015 | Чемпионат России в помещении | Москва, Россия     | тройной    | 2-е          | 14,08 м            |
| 2015 | Чемпионат России             | Чебоксары, Россия  | тройной    | 7-е          | 13,63 м            |
| 2016 | Чемпионат России в помещении | Москва, Россия     | тройной    | 3-е          | 13,82 м            |
| 2016 | Чемпионат России             | Чебоксары, Россия  | тройной    | 13-е (квал.) | 13,14 м            |